# 東京都道131号小川停車場線
東京都道131号小川停車場線（とうきょうとどう131ごう おがわていしゃじょうせん）は、東京都小平市の西武国分寺線・西武拝島線小川駅から東京都道5号新宿青梅線（青梅街道）交点までを結ぶ一般都道である。

## 概要
- 陸上距離：796m
- 起点：西武線小川駅
- 終点：小平市小川町（青梅街道交点）

起点の小川駅から終点方面へ南下する都道であるが、全長としては短い距離であり、道路幅も全区間やや狭隘道である。起点から終点にかけて、西武国分寺線とほぼ並行している。なお、途中で西武拝島線と交差するが、その交差部で踏切が存在する。

## 交通状況
- 平成22年（2010年）度時点の道路交通センサスによる当道の自動車類交通量は、小型車881台、大型車114台、合計995台である（24時間交通量、上下合計）。また道路部幅員・車道部幅員6.00m、車道幅員5.00m。歩道部幅員は存在しない[1]。

## 通過する自治体
- 東京都
  - 小平市

## 重複区間
- なし

## 交差・接続する道路
- 東京都道5号新宿青梅線（青梅街道）
- 東京都道16号立川所沢線

## 周辺の施設
- 西武国分寺線・西武拝島線小川駅